# نبرد پیله داربن
نبرد پیله‌داربُن (جنگ گرده‌داری) یکی از حماسه‌های مقاومت گیلانیان در مقابله با اشغالگران روس و از جمله سلسله نبردهای جنگ ایران و روسیه در دوران قاجار است. این نبرد به پیروی کامل قوای گیلان و شکست قوای روس منجر شد. پیروزی در این نبرد سبب گردید ایالت گیلان به سرنوشت قفقاز دچار نشده و به خاک روسیه تزاری الحاق نشود.

## نام‌شناسی

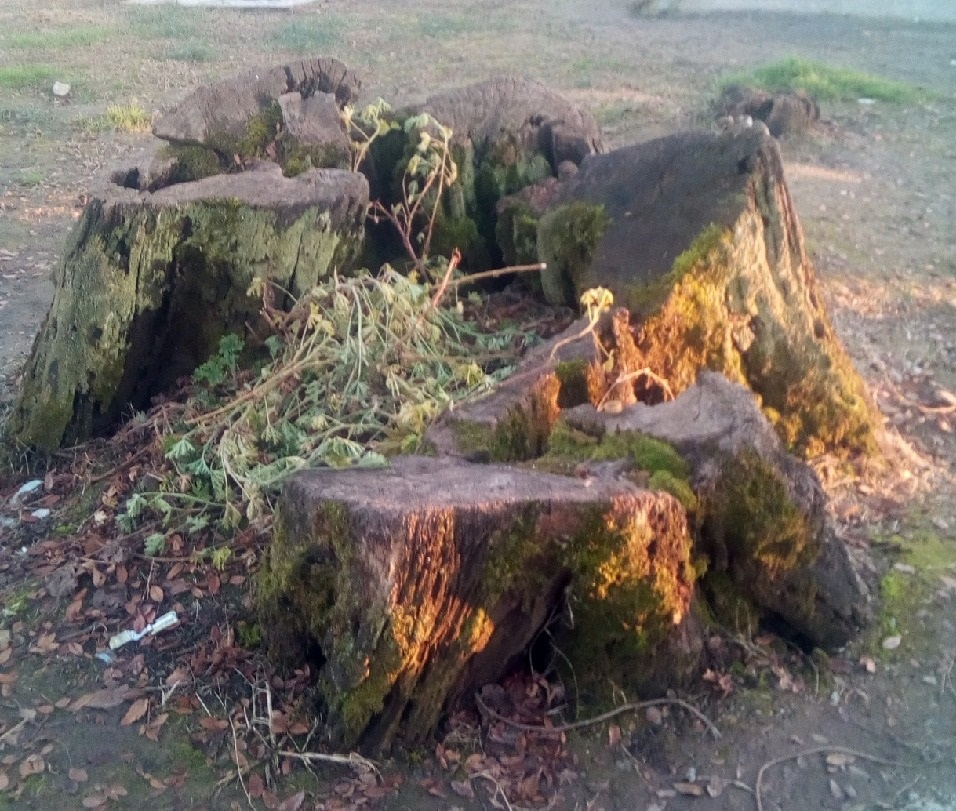
کنده به جای مانده از پیله دار (درخت بزرگ) معروف

در زبان گیلکی  «پیله» به معنای پیل و بزرگ ، «دار» یعنی درخت و «بُن» همان پای است و سر جمع «پیله‌داربُن» به معنای پای درخت بزرگ است . پیله داربن نام روستایی است که در حد فاصل شهرستان رشت و دهستان پیربازار قرار دارد . وجه تسمیه این روستا از درخت تناوری برگرفته شده که امروزه تنها کنده بریده شده آن در حیاط مسجد روستا به جای مانده است.

## شرح نبرد
در ادامه سلسله نبردهای جنگ ایران و روسیه  در ۲۳ خرداد ۱۱۸۴  درحالی که نیروهای نظامی ایران به فرماندهی عباس میرزا در جبهه‌های شمال غرب مشغول نبرد بودند،  فرمانده ارتش روسیه تزاری ، مارشال پاول سیسیانف ( مشهور به اشپختر در نزد ایرانیان )  یکی از افسران خود به نام کلونل پالکونیک شفت را با ۱۲ کشتی جنگی، مأمور تسخیر رشت کرد. کشتی‌های جنگی روسیه از طریق تالاب انزلی، وارد بندر انزلی شده و شهر را متصرف شدند. قوای روس پس از اشغال کامل بندر انزلی در ۱۱ تیر همان سال با عبور از آبراه تاریخی،  بندر پیربازار را نیز به تصرف خود درآورده و پس از سنگر سازی، شهر رشت را زیر آتش سنگین توپخانه خود قرار دادند.
با رسیدن خبر اشغال انزلی و پیربازار به مردم رشت ، اهالی رشت کفن پوش و پابرهنه در معابر اجتماع نموده و از حاکم گیلان میرزا موسی گیلانی خواستند که برای مبارزه آنها را مسلح کند.
میرزا موسی مردم را مسلح نمود و قشون گیلان در جنگلهای بین رشت و پیربازار (واقع در روستای پیله داربن ) موضع گرفتند. پیاده‌نظام روس که به قصد تصرف رشت راه افتاده بود، در منطقه پیله داربن مورد شبیخون میلیشیای گیلان قرار گرفتند و نبرد سختی بین دو طرف درگرفت.

## فرجام نبرد
در نتیجه این نبرد، نیروهای روس از نیروهای گیلان شکست سختی خوردند. سرهنگ شفت و عده‌ای معدود از یارانش که از این معرکه جان سالم به در بردند، به سمت انزلی عقب‌نشینی کردند. برخی گزارش‌ها تلفات نیروهای روس را تا هزارنفر تخمین می‌زنند. نبرد پیله داربن از جمله نبردهای مهم جنگ ایران و روسیه است . مورخان دلیل عدم انعکاس وسیع پیروزی مردم گیلان در این نبرد را، شکست خوردن همزمان نیروهای ایران ، در جبهه شمال‌غرب می‌دانند. با این حال اگرچه در سرانجام این نبردها طی عهدنامه گلستان، منطقه باکو و قفقاز از ایران جدا و ضمیمه روسیه تزاری می‌شود ولی پیروزی در این نبرد سبب شد، ایالت گیلان به سرنوشت قفقاز دچار نشده و به خاک روسیه تزاری الحاق نشود.